# Eriopyga milio
Eriopyga milio là một loài bướm đêm trong họ Noctuidae.